# Atkinsoniella latior
Atkinsoniella latior är en insektsart som beskrevs av Young 1986. Atkinsoniella latior ingår i släktet Atkinsoniella och familjen dvärgstritar. Inga underarter finns listade i Catalogue of Life.